# Aristodemo (Monti)
Aristodemo è una tragedia in cinque atti scritta da Vincenzo Monti nel 1784, pubblicata nel 1786 e rappresentata nel Teatro Ducale di Parma lo stesso anno.

## Trama
Nell'antefatto (narrato nell'Atto I da Palamede a Lisandro, e rievocato in tutto l'Atto IV) Aristodemo, generale desideroso di salire al trono di Messene, avendo saputo che l'oracolo di Delfi chiedeva in sacrificio una fanciulla vergine, per ottenere il trono aveva offerto la propria figlia Dirce. Ma la madre e il fidanzato di lei si erano opposti col pretesto che la giovinetta non era più vergine, era incinta. Aristodemo era stato inflessibile, e Dirce sacrificata. Ma alla vista delle viscere che testimoniavano l'innocenza della fanciulla, la madre della fanciulla, si era uccisa.
Nella tragedia Aristodemo è re, ed è torturato dai rimorsi, attenuati solo in parte dall'amore di Cesira, una prigioniera spartana, figlia del re spartano Taltibio, che il re ama «col cuor di padre». Anche questa consolazione ha un epilogo tragico, perché nel momento in cui Cesira deve tornare in patria, giunge un messo il quale rivela che la giovane è in realtà Argia, una figlia dello stesso Aristodemo catturata da bambina dagli Spartani durante la guerra. Non potendo resistere ai rimorsi, Aristodemo si uccide.

## Rappresentazioni
L'opera fu rappresentata per la prima volta nel 1786, a Palazzo Massimo, nella dimora romana dell'abate Paolo Ferretti, uno dei primi protettori del poeta. In quell'occasione Monti, che recitava nel ruolo del protagonista, fece la conoscenza della graziosa sedicenne che interpretava Cesira, Teresa Pichler. Cinque anni più tardi la donna diventò la moglie di Monti.
La prima assoluta avvenne lo stesso anno al Teatro Ducale di Parma, e il buon successo aprì le porte dell'opera a un palcoscenico importante quale il Teatro Valle di Roma, dove l'Aristodemo approdò nel 1787, riscuotendo grandi entusiasmi. Il ruolo del re fu affidato ad Antonio Zanvinconi, mentre anche Cesira dovette essere interpretata da un uomo, Vittorio Carli, in quanto le leggi dello Stato Pontificio vietavano alle donne di recitare in spettacoli pubblici. Tra il pubblico erano presenti Goethe, che si congratulò con l'autore, ed Angelica Kauffmann, che si commosse per le sorti della prigioniera spartana. Il successo dell'opera è inoltre testimoniato dalla vittoria ottenuta dall'Aristodemo nel 1786 al concorso di Parma.
Attraverso l'epistolario montiano è possibile ricostruire la vicenda editoriale: il 3 giugno 1786 l'autore scriveva da Roma al celebre Giambattista Bodoni, dichiarandosi onorato se questi avesse voluto pubblicare la tragedia. Lasciava l'incombenza della revisione al padre Ireneo Affò; due mesi più tardi, durante il soggiorno cesenate, inviava a Bodoni una missiva di ringraziamento per la «bella» e «magnifica» edizione, che aveva suscitato anche l'ammirazione di papa Pio VI.

## Edizioni
- Aristodemo, tragedia dell'abate Vincenzo Monti, Parma: dalla Stamperia reale, 1786
- Vincenzo Monti, Aristodemo; a cura di Arnaldo Bruni, Milano: Fondazione Pietro Bembo; Parma: U. Guanda, 1998, ISBN 88-8246-088-6